# خانواده زبانی

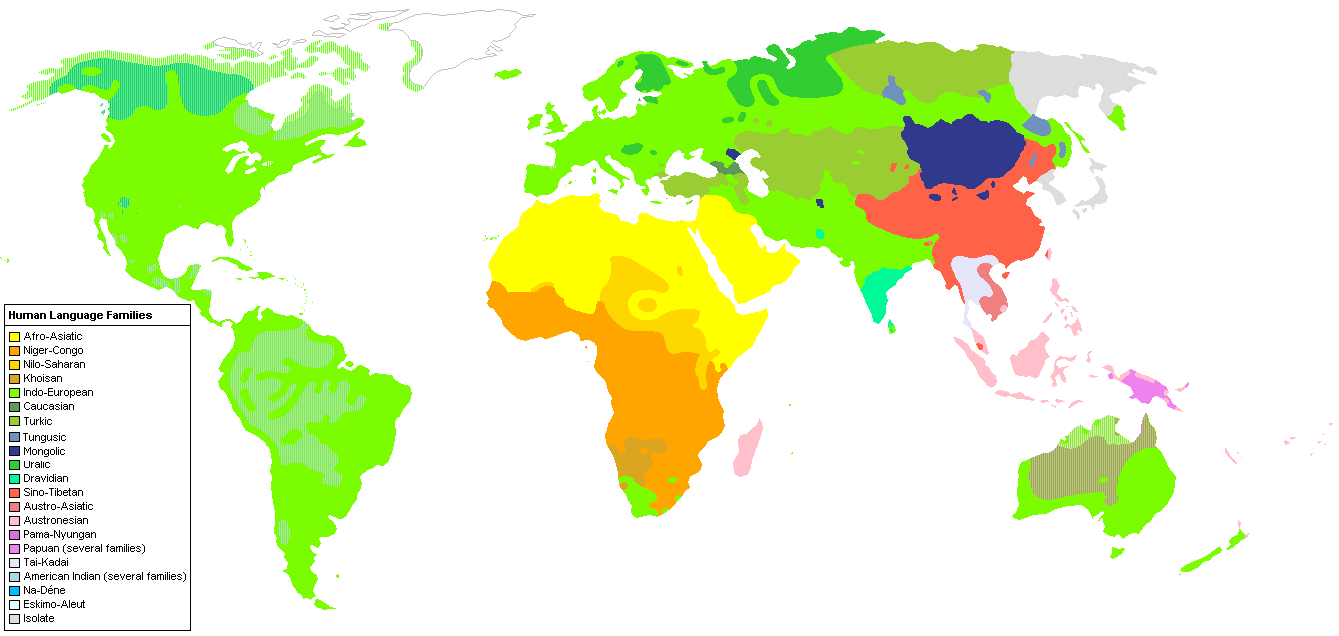
خانواده‌های زبانی در جهان امروز

خانواده زبانی به دسته‌ای از زبان‌های مشتق‌شده از نیایی مشترک گفته می‌شود. زبان‌هایِ قرار گرفته در خانواده مشترک می‌بایست در شمار قابل توجهی از ویژگی‌های واج‌شناسی، ریخت‌شناسی و دستور مشترک باشند.
در زبان‌شناسی، مفهوم و موضوع خانواده‌های زبانی از آنجا سرچشمه می‌گیرد، که همچون همهٔ اشیاء، پدیده‌ها و فرآیندهای پیچیده زبان‌های طبیعی انسانی هم صفات، تظاهرات، و آثار فراوانی از گونه حیات‌داشتن و زنده بودن از خود بروز می‌دهند. از جمله، زبان‌ها هم مانند جانوران دارای خانواده و خویشاوند هستند.
بر اساس آمار اتنولوگ، ۷٬۱۱۷ زبان زنده بشری به ۱۴۲ خانواده زبانی تقسیم می‌شوند.

## فهرست
فهرست خانواده‌های زبانی

## ساختار
خانواده‌های زبانی را می‌توان به واحدهای تباری کوچک‌تر تقسیم کرد که معمولاً شاخه‌های خانواده نامیده می‌شوند زیرا تاریخچه یک خانواده زبانی اغلب به صورت نمودار درختی نشان داده می‌شود. یک خانواده واحدی فراگیر است؛ همه اعضای آن از یک نیای مشترک ریشه می‌گیرند و همه نوادگان تأییدشده آن نیا در خانواده جای می‌گیرند.

### زنجیره گویشی
برخی از خانواده‌های زبانی گره‌خورده، و بسیاری از شاخه‌های درون خانواده‌های بزرگ‌تر، به شکل زنجیره گویشی در می‌آیند که در آن هیچ مرز مشخصی برای شناسایی، تعریف یا شمارش زبان‌های جداگانه در درون خانواده وجود ندارد. با این حال، هنگامی که اختلافات بین گفتار مناطق مختلف در انتهای پیوستار به حدی باشد که فهم متقابل بین آن‌ها وجود نداشته باشد، همان چیزی که در زبان عربی رخ می‌دهد، زنجیره گویشی یک زبان واحد به‌طور معناداری دیده نمی‌شود.

### زبان تک‌خانواده
بیشتر زبان‌های جهان به زبان‌های دیگر مربوط می‌شوند. به زبان‌هایی که هیچ خویشاوند شناخته شده‌ای ندارند (یا روابط خانوادگی فقط به‌طور پیشنهادی برای آن‌ها وجود دارد)، زبان تک‌خانواده گفته می‌شود. آن‌ها در اصل خانواده‌های زبانی متشکل از یک زبان واحد هستند. امروزه تخمین زده می‌شود ۱۲۹ زبان تک‌خانواده وجود داشته باشد. زبان باسکی نمونه‌ای از این زبان‌هاست. به‌طور کلی، فرض بر این است که زبان‌های تک‌خانواده دارای خویشاوندی هستند یا در دوره‌ای از تاریخ خود دارای خویشاوند بوده‌اند اما عمق زمانی برای مقایسه زبانی برای بازیابی آن‌ها بسیار زیاد است.
یک زبان تک‌خانواده در شاخه‌های یک خانواده زبانی مدون نیز وجود دارد، مانند آلبانیایی و ارمنی در داخل هندواروپایی. معنی واژه «تک‌خانواده» در چنین مواردی معمولاً با یک پیراینده روشن می‌شود. به عنوان مثال، از آلبانیایی و ارمنی ممکن است به عنوان «تک‌خانواده هندواروپایی» یاد شود. در مقابل، زبان باسکی تا آنجایی که شناخته شده‌است، کاملاً منزوی است و این زبان با هیچ زبان نوین دیگری مرتبط نیست.

### نیازبان
نیازبان زبانی است که ریشهٔ که همه زبان‌های خانواده از آن است. نیای مشترک یک خانواده زبانی به ندرت مستقیماً شناخته می‌شود زیرا بیشتر زبان‌ها سابقه نوشتار نسبتاً کوتاهی دارند. با این حال، بازیابی بسیاری از ویژگی‌های یک نیازبان با استفاده از روش مقایسه‌ای امکان‌پذیر است که در قرن نوزدهم توسط اوگوست اشلایشر ابداع شد.

## سایر دسته‌بندی‌های زبان‌ها

### ناحیه همگرایی زبانی
ناحیه همگرایی زبانی یک منطقه جغرافیایی دارای چندین زبان با ساختارهای مشترک زبانی است. شباهت‌های بین این زبان‌ها ناشی از تماس زبانی و نه تصادفی یا به دلیل ریشه مشترک است و از آن‌ها به عنوان معیار تعریف خانواده زبانی استفاده نمی‌شود. نمونه ای از ناحیه همگرایی می‌تواند شبه قاره هند باشد.

### زبان‌های تماسی
مفهوم خانواده‌های زبانی بر اساس مشاهدات تاریخی است که زبان‌ها گویش‌هایی را ایجاد می‌کنند که آن‌ها با گذشت زمان ممکن است به زبان‌های جدیدی تبدیل شوند. این بیشتر شبیه تکامل میکروب‌ها با انتقال گسترده افقی ژن است: زبان‌های دور از هم ممکن است از طریق تماس زبانی بر یکدیگر تأثیر بگذارند، که در موارد شدید ممکن است منجر به ایجاد زبان‌هایی شود که هیچ نیای واحدی ندارند؛ این موارد کریول) یا زبان مختلط نام می‌گیرند. علاوه بر این، شماری زبان اشاره نیز به صورت جداگانه توسعه یافته‌اند و به نظر می‌رسد که هیچ خویشاوندی ندارند.